# 起きないあいつ
『起きないあいつ』（おきないあいつ）は、FAN TAN feat. The Uncolouredのコラボレーションシングル。北海道テレビ放送（HTB）の『おにぎりあたためますか』の企画で作られた。

## 概要
この曲を作るきっかけとなったのが、釜山で行われた釜山国際映画祭で、映画『river』及びバラエティ番組『おにぎりあたためますか』の出演者である、TEAM NACSの大泉洋と戸次重幸、及び『river』の監督であり、『おにぎりあたためますか』の番組構成である、鈴井貴之が舞台挨拶に立った時、出演者がサイン攻めにあったことから、韓国でもいけると思った大泉が、「クリスマスまでにシゲ（戸次）と2人でハングル語で1つ曲を作りたい」と言ったことである（本人はホラを吹いたつもりだったと思われる）。
『おにぎりあたためますか』の番組プロデューサーが各方面と調整した結果、ソニー・ミュージックエンタテインメントのThe Music Councilからメジャーデビューすることが決定。作詞を大泉と戸次、作曲・編曲は、当時、『おにぎりあたためますか』のエンディングテーマを歌っていたThe Uncolouredが担当することとなった。また、当初は、日本語、中国語（北京語）、韓国語の3か国語をする予定であった。
The Uncolouredからデモ音源が届いてから1週間後に岩見沢のモーテルで作詞を行った。The Uncolouredのイメージは「卒業」であったが、作詞の2人が描いたコンセプトは「結婚式」であった。そして「起きないあいつ（仮）」が完成する。この時、題名はまだ仮名であり、『おにぎりあたためますか』の出演者である佐藤麻美（当時HTBアナウンサー）が題名を考えることとなった。
そして、大泉と戸次の2人のユニット名は当初、佐藤麻美が考える予定であったが、「センセーショナルズ」や「イートパワー」などあまりにもセンスがなかったため公募した結果、中国語で「おにぎり」を表す握団（ファンタン）から「FAN TAN」に決まった。FANが大泉（FAN兄さん）、TANが戸次（TAN兄さん）である。曲の題名も結局「起きないあいつ」となった。
そして、レコーディング準備を行うこととなったが、デモ音源は短く歌詞が足りないことが判明。急遽、歌詞を足すこととなった。レコーディングは戸次、大泉ともに6時間にも及び、深夜まで作業を行って完成した。ジャケット写真とプロモーションビデオの2人のヴィジュアルイメージは、大泉がレニー・クラヴィッツ、戸次はその対象形というものだった。そして両者とも全身白で固めた。
2004年6月23日にCDリリース。この日に「FAN TAN電波ジャック」を決行。朝5時に集合し、HTB『朝情報 おはよう!遠藤商店』の生放送から、HTB『夢チカ18』、HBCラジオ『大泉洋のサンサンサンデー』、HTB『イチオシ!』、AIR-G'『R』と出演した。そして、オリコンの順位が発表され、オリコン初登場で第7位を記録し、北海道エリアでは第1位となった。また、台湾のケーブルテレビ番組「北海道アワー」（HTB制作）のエンディングテーマとなった。
FAN TANのイベントデビューは、8月26日 - 29日にZEEP SAPPOROで行われた『CUE DREAM JAM-BOREE 2004』。初日では大泉が歌詞を間違えるという大ミスを犯す。
また、大泉は上海国際映画祭に行ったため、単独で上海のCDショップでプロモーションを行った。また、HTBが出資するJET TVの協力で、台湾デビューを迎え、台湾では外国人アーティストとしてデビュー、プロモーションを行った。CDショップでのプロモーションは20名であったが、当初の目標であったアジアデビューを達成した。
2004年9月26日、札幌教育会館で「私達、大泉洋と佐藤重幸は、これでFAN TAN 卒業します!」と活動停止を表明。そして、2005年1月19日に、FAN TANのこれまでの活動の軌跡と「起きないあいつ」のアコースティックバージョンを収録したDVD「ありがとうFAN TAN、さようならFAN TAN」をリリースし、FAN TANは活動を停止。
以降、FAN TANは、活動していないが、2014年に開催された『CUE DREAM JAM-BOREE 2014』にて10年ぶりの新曲である「出ていったあいつ」を披露している。
大泉と戸次の2人が所属する、演劇ユニット「TEAM NACS」の番組『ハナタレナックス』にて、森崎博之と音尾琢真によるパロディユニット、「おむすび」が結成されたこともあった。『ハナタレナックス』の番組企画で「起きないあいつ」の替え歌「何していたい」のプロモーションビデオを全篇オーストラリアロケで制作。こちらは正式なリリースはされず番組のプレゼントとなった。

## 収録曲
- 全作詞：大泉洋 & 佐藤重幸、作曲・編曲：The Uncoloured

1. 起きないあいつ（4:48）
  - HTB『おにぎりあたためますか』エンディングテーマ（2004年6月 - 2005年3月）[3]
  - HTB『北海道アワー』エンディングテーマ
2. 起きないあいつ -TUC Starlight Mix-（4:55）
3. 起きないあいつ -Instrumental-（4:55）

## 参加ミュージシャン
- Strings Arranged by 村山達哉
- Strings：村山桐山 Strings
- All Instruments by The Uncoloured
- Except Guitar by 阿部義明